# 栄村中継局
栄村中継局（さかえむらちゅうけいきょく）は、長野県下水内郡栄村に置かれているNHK長野FMの中継局である。
2011年7月24日まではアナログテレビの中継局も設置していた。
尚、当項目では、同じく栄村内にある栄志久見（さかえしくみ）、栄秋山（さかえあきやま）、栄白鳥（さかえしらとり）及び栄屋敷（さかえやしき）のNHK単独の中継局の各々についても記述する。

## 栄村中継局
- 所在地：下水内郡栄村北信（貝立山中腹）

### FMラジオ放送
| 放送局名  | 周波数  | 空中線電力 | ERP | 放送対象地域 | 放送区域内世帯数 |
| NHK長野FM | 84.9MHz | 1W         | -W  | 長野県       | -                |

### 地上アナログテレビジョン放送
| 放送局名    | チャンネル | 空中線電力        | ERP            | 放送対象地域 | 放送区域内世帯数 |
| NHK長野総合 | 1ch        | 映像3W /音声0.75W | 映像-W /音声-W | 長野県       | -                |
| NHK長野教育 | 9ch        | 映像3W /音声0.75W | 映像-W /音声-W | 全国         | -                |
| SBC信越放送 | 37ch       | 映像10W /音声2.5W | 映像-W /音声-W | 長野県       | -                |
| NBS長野放送 | 33ch       | 映像10W /音声2.5W | 映像-W /音声-W | 長野県       | -                |

- なお、テレビ信州や長野朝日放送は当中継局に中継局を設置しなかったため、共聴で受信していた。
- 長野エフエム放送は飯山野沢局の電波を受信する[1]。

## 栄志久見中継局
- 所在地：下水内郡栄村北信字長瀬（長瀬東方高地）

| 放送局名    | チャンネル | 空中線電力        | ERP            | 放送対象地域 | 放送区域内世帯数 |
| NHK長野総合 | 46ch       | 映像3W /音声0.75W | 映像-W /音声-W | 長野県       | -                |
| NHK長野教育 | 48ch       | 映像3W /音声0.75W | 映像-W /音声-W | 全国         | -                |

## 栄秋山中継局
- 所在地：下水内郡栄村堺字五宝木（鳥甲牧場南）

| 放送局名    | チャンネル | 空中線電力        | ERP            | 放送対象地域 | 放送区域内世帯数 |
| NHK長野総合 | 54ch       | 映像3W /音声0.75W | 映像-W /音声-W | 長野県       | -                |
| NHK長野教育 | 52ch       | 映像3W /音声0.75W | 映像-W /音声-W | 全国         | -                |

## 栄白鳥中継局
- 所在地：下水内郡栄村豊栄字白鳥（深坂峠入口）

| 放送局名    | チャンネル | 空中線電力        | ERP            | 放送対象地域 | 放送区域内世帯数 |
| NHK長野総合 | 48ch       | 映像1W /音声0.25W | 映像-W /音声-W | 長野県       | -                |
| NHK長野教育 | 50ch       | 映像1W /音声0.25W | 映像-W /音声-W | 全国         | -                |

## 栄屋敷中継局
- 所在地：下水内郡栄村堺字小赤沢

| 放送局名    | チャンネル | 空中線電力           | ERP            | 放送対象地域 | 放送区域内世帯数 |
| NHK長野総合 | 46ch       | 映像0.1W /音声0.025W | 映像-W /音声-W | 長野県       | -                |
| NHK長野教育 | 48ch       | 映像0.1W /音声0.025W | 映像-W /音声-W | 全国         | -                |

## デジタル放送について
- 栄村ケーブルテレビを利用して視聴する事になる。
- そのため、2011年7月24日をもってテレビ中継局は廃局となった。